# 堀河町
堀河町（ほりかわちょう）は、福島県福島市の町名。丁番を持たない単独町名である。郵便番号は960-8137。

## 地理
市の本庁所管にあたる中央東地域に属し、中心市街地の北東部に位置する。東西は阿武隈川から福島市道32号矢剣町本内線にかけて、福島市道156号入江町桜木町線から国道115号にかけての範囲を町域とする。北で五十辺地区（西から北中川原、高野河原下）と、東で岡部と、南で東浜町と、南西で桜木町の北東角と、西で八島町とそれぞれ隣接する。上町に所在する 福島警察署及び天神町に所在する福島消防署のそれぞれ管轄にあたる。町内は住宅地が広がり、また下水処理施設や市民プールが立地する。

### 河川
- 阿武隈川

## 歴史
1940年代に従来の大字五十辺を廃し、地番呼称変更が行われ設置された。1964年に住居表示が実施され現在に至る。

## 世帯数と人口
2021年（令和3年）10月31日現在の世帯数と人口は以下の通りである。
| 町丁   | 世帯数  | 人口  |
| ------ | ------- | ----- |
| 堀河町 | 252世帯 | 582人 |

## 小・中学校の学区
市立小・中学校に通う場合、学区は以下の通りとなる。
| 番地 | 小学校                 | 中学校                 |
| ---- | ---------------------- | ---------------------- |
| 全域 | 福島市立福島第三小学校 | 福島市立福島第三中学校 |

## 交通

### 鉄道
- 域内に鉄道施設は存在しない。

### 道路
- 国道115号
  - 文知摺橋
- 福島市道32号矢剣町本内線
- 福島市道156号入江町桜木町線

### バス
福島交通路線バス
堀河町
- 1番ポール
  - 大波経由掛田駅前
  - 文知摺観音・大波経由掛田駅前
  - 月の輪台団地
  - 月の輪経由保原
  - 月の輪経由梁川
  - 月舘経由川俣
  - 東部支所前経由月の輪台団地
- 2番ポール
  - 宮下町経由福島駅東口
  - 直通・バイパス経由医大
  - 福島駅東口

町域北端の国道115号上。このうち2番ポール（上り福島駅方面）が当町域に立地する。

## 施設
- 福島市中央市民プール
- 堀河町終末処理場